# أكوين
أكوين هي مدينة من مدن هايتي. تبلغ مساحتها 638.59 كم². وهي ميناء على الساحل الجنوبي لشبه جزيرة تيبورون. بلغ عدد سكانها 104,216 نسمة عام 2015، بعد أن كان 1,799 نسمة عام 1950.